# Pseudopleuropus himalayanus
Pseudopleuropus himalayanus là một loài Rêu trong họ Brachytheciaceae. Loài này được (Ochyra) T.Y. Chiang miêu tả khoa học đầu tiên năm 1998.